# لوكي مك كورميك
لوكي مك كورميك (بالإنجليزية: Luke McCormick)‏ (15 أغسطس 1983 بكوفنتري في المملكة المتحدة - ) هو لاعب كرة قدم بريطاني في مركز حراسة المرمى. لعب مع أكسفورد يونايتد وTruro City F.C. ‏ ونادي بليموث أرجايل ونادي بوسطن يونايتد.

## وصلات خارجية
- لوكي مك كورميك على موقع قاعدة بيانات كرة القدم.إي يو (الإنجليزية)
- لوكي مك كورميك على موقع Soccerbase.com (لاعب) (الإنجليزية)
- لوكي مك كورميك على موقع Soccerway.com (الإنجليزية)